# ماركوس أنطونيو أوريلانا
ماركوس أنطونيو أوريلانا (بالإسبانية: Marcos Antonio Orellana)‏ هو كاتب إسباني، ولد في 1731، وتوفي في 1813.